# تپه جوو تپه
تپه جوو تپه مربوط به دوره اشکانیان - دوره ساسانیان است و در شهرستان مراغه، بخش مرکزی، دهستان قره ناز، روستای سراج، محوطه جوو تپه واقع شده و این اثر در تاریخ ۳۰ بهمن ۱۳۸۶ با شمارهٔ ثبت ۲۱۰۸۷ به‌عنوان یکی از آثار ملی ایران به ثبت رسیده است.